# John Lee Hancock
John Lee Hancock (Longview, 15 de diciembre de 1957) es un director y guionista estadounidense, más conocido como director de los filmes dramáticos El novato y The Blind Side.

## Vida privada
Nació en la ciudad de Longview, Texas, y creció en Texas City, Texas. John Lee Hancock obtuvo una licenciatura en la Facultad de Derecho en la Universidad de Baylor, Texas. También obtuvo una licenciatura en Inglés, en la misma universidad. Trabajó durante cuatro años para un estudio de abogados de Houston hasta que decidió mudarse a Los Ángeles para perseguir su sueño de convertirse en guionista de cine.

## Carrera
Ha dirigido películas como El novato (2002), con Dennis Quaid, y The Alamo (2004), con Billy Bob Thornton y nuevamente con Quaid. Su película más exitosa es el drama The Blind Side (2009), con Sandra Bullock, que ganó el Óscar a la Mejor Actriz, además de ser un extraordinario éxito de taquilla.
También ha ejercido como guionista en algunas de las películas dirigidas por él mismo, como The Alamo (2004) y The Blind Side (2009). También hay que incluir Un mundo perfecto (1993), dirigida y protagonizada por Clint Eastwood, y Medianoche en el jardín del bien y del mal (1997), dirigida de nuevo por Eastwood, con John Cusack y Kevin Spacey.

## Filmografía
| Año  | Película                                   | Director | Guionista | Productor |
| ---- | ------------------------------------------ | -------- | --------- | --------- |
| 1991 | Hard Time Romance                          | Sí       | Sí        | No        |
| 1993 | Un Mundo Perfecto                          | No       | Sí        | No        |
| 1997 | Medianoche en el jardín del bien y del mal | No       | Sí        | No        |
| 2000 | Mi perro Skip                              | No       | No        | Sí        |
| 2002 | El novato                                  | Sí       | No        | No        |
| 2004 | The Alamo                                  | Sí       | Sí        | No        |
| 2009 | Un sueño posible                           | Sí       | Sí        | No        |
| 2012 | Snow White and the Huntsman                | No       | Sí        | No        |
| 2013 | Saving Mr. Banks                           | Sí       | No        | No        |
| 2016 | The Founder                                | Sí       | No        | No        |
| 2019 | Emboscada Final                            | Sí       | No        | Sí        |
| 2021 | Chaos Walking                              | No       | Sí        | No        |
| 2021 | The Little Things                          | Sí       | Sí        | Sí        |
| 2021 | Infinite                                   | No       | Sí        | No        |